# Theodor Escherich

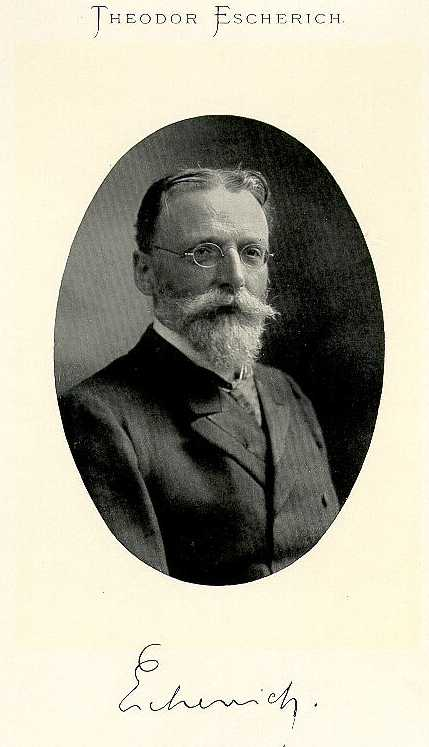
Theodor Escherich, um 1900

Theodor Escherich (* 29. November 1857 in Ansbach; † 15. Februar 1911 in Wien) war ein deutsch-österreichischer Kinderarzt, Bakteriologe und Professor der Pädiatrie an den Universitäten von Graz und Wien. Er entdeckte und isolierte 1886 das im Darm vorkommende Bakterium Escherichia coli (E. coli), das 1919 nach ihm benannt wurde, und bestimmte dessen Eigenschaften.

## Leben und Wirken

### Familie und Ausbildung

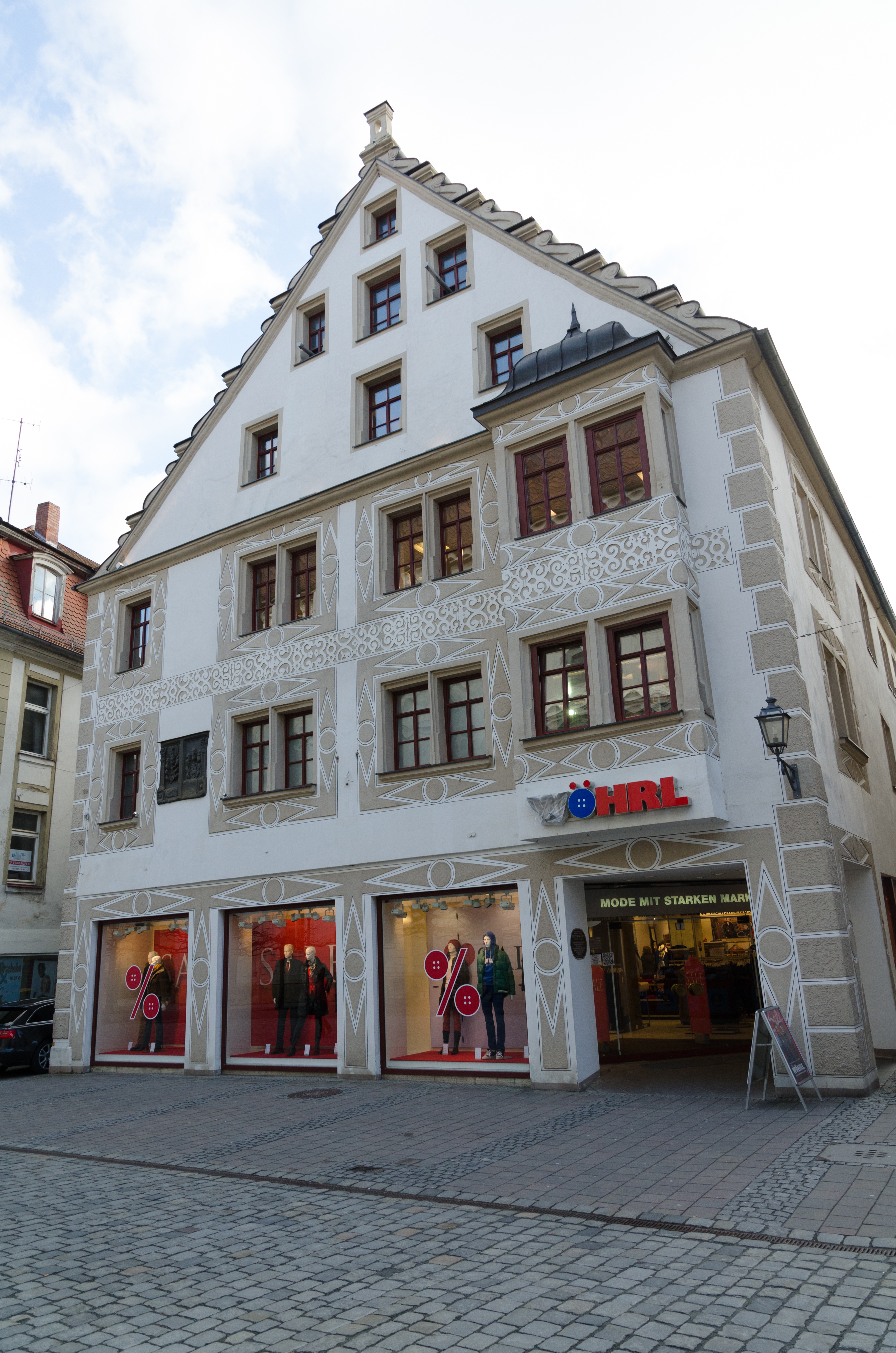
Geburtshaus von Theodor Escherich am Johann-Sebastian-Bach-Platz (Hnr. 10) in Ansbach

Theodor Escherich wurde im mittelfränkischen Ansbach als Sohn des Kreismedizinalrats Ferdinand Escherich (1810–1888) und seiner zweiten Frau Maria Sophie Frederike von Stromer geboren. Der Vater machte sich als ausgezeichneter Statistiker für das Gesundheitswesen seines Kreises einen Namen. Die Mutter war die Tochter des bayerischen Obersten Karl Freiherr Stromer von Reichenbach. Als Theodor fünf Jahre alt war, starb seine Mutter. Weitere fünf Jahre später ließ sich Ferdinand Escherich an seine frühere Stelle als Kreismedizinalrat in Würzburg versetzen und heiratete zum dritten Mal. Im Alter von zwölf Jahren wurde Theodor auf das von Jesuiten geleitete Internat Stella Matutina in Feldkirch, Vorarlberg geschickt, wo er drei Jahre blieb, um dann auf dem Würzburger humanistischen Gymnasium seine Schulbildung mit dem Abitur 1876 abzuschließen. Im gleichen Jahr begann er an der Julius-Maximilians-Universität Würzburg mit dem Medizinstudium und legte dort nach Studiensemestern in Kiel und Berlin 1881 die ärztliche Approbationsprüfung mit der Note eins ab.

### Medizinische Laufbahn in Würzburg und München (1882–1890)
Nach Ableistung eines eineinhalbjährigen Militärdienstes in einem Münchener Lazarett kehrte Escherich 1882 nach Würzburg zurück, um zweiter und später erster Assistent des Internisten Carl Jakob Adolf Christian Gerhardt an der Medizinischen Klinik des Juliusspitals zu werden. Gerhardt wurde Escherichs Doktorvater und schlug das Thema für dessen Dissertation vor. Am 27. Oktober 1882 wurde Escherich zum Dr. med. promoviert. An der Kinderklinik des Juliusspitals, wo er laut seinem Freund und Mitassisten Friedrich Müller die „Kinderabteilung“ der „Gerhardtschen Klinik“ übernahm, erweiterte Escherich auch seine Kenntnisse auf dem Gebiet der Kinderheilkunde. In den folgenden Jahren unternahm er Studienreisen nach Wien und Paris. In Wien hörte er Vorlesungen bei Hermann Widerhofer und Alois Monti. Gleichzeitig betrieb er bakteriologische Forschungen am St.-Anna-Kinderkrankenhaus. Später in Paris hörte er bei dem weltbekannten Neurologen Jean-Martin Charcot. Im August 1884 setzte er die Forschungen in München, wo inzwischen Kinderheilkunde als Abteilung der Medizinischen Fakultät eingerichtet war, fort. Im Oktober 1884 wurde er von der bayerischen Staatsregierung nach Neapel geschickt, um die dort grassierende Choleraepidemie zu studieren.

### Entdeckung des Escherichia coli

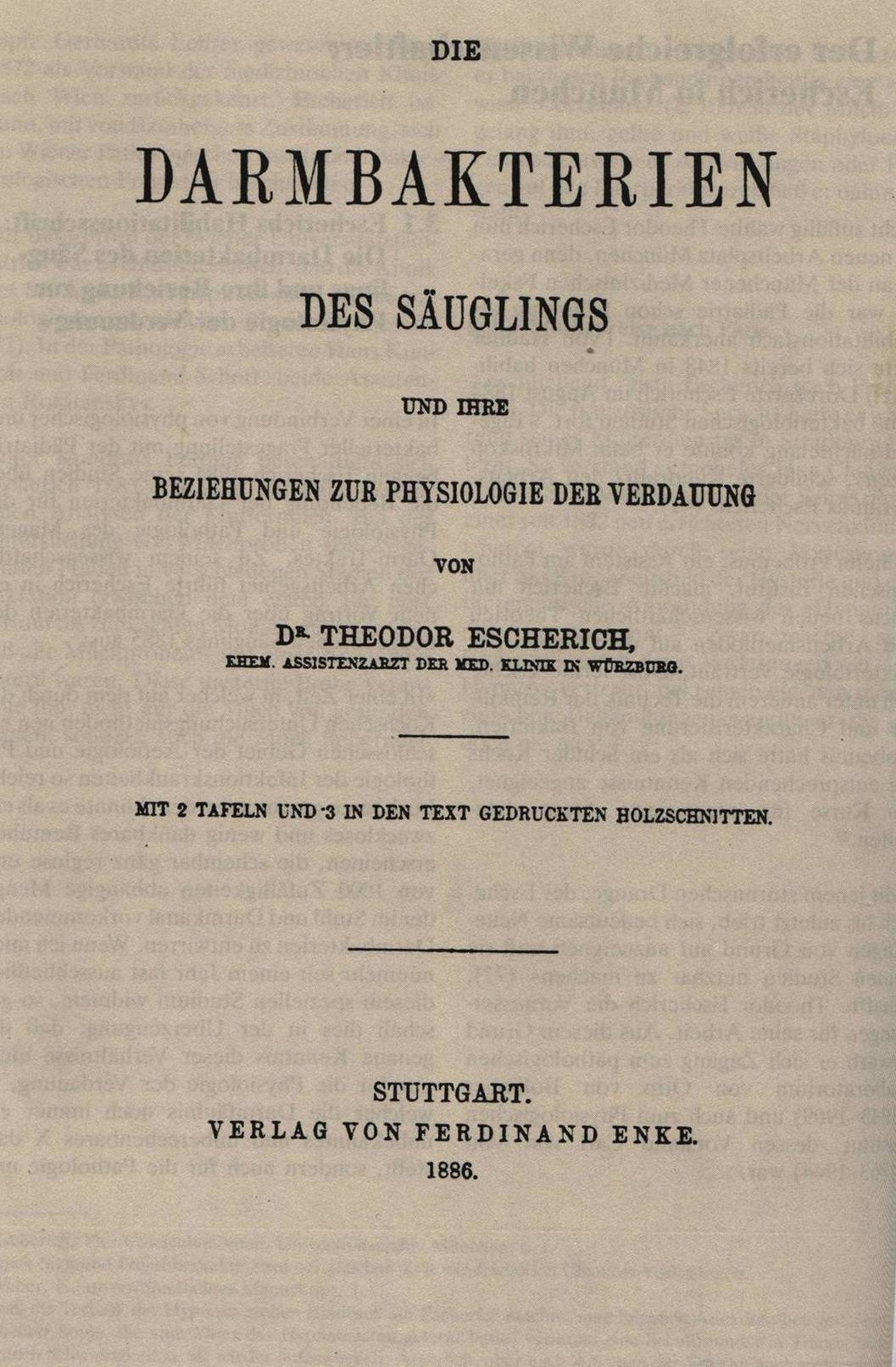
Escherichs Habilitationsschrift von 1886

Nach intensiver Forschungsarbeit im Labor des Dr. von Haunerschen Kinderspitals in München veröffentlichte Escherich 1886 eine Monographie mit dem Titel Die Darmbakterien des Säuglings und ihre Beziehungen zur Physiologie der Verdauung, welche der Medizinischen Fakultät in München als Habilitationsschrift  vorgelegt wurde und Theodor Escherich zum führenden Bakteriologen in der Kinderheilkunde machte.
In dieser Veröffentlichung beschrieb Escherich ein Bakterium, das er „bacterium coli commune“ nannte und das später als „Escherichia coli“  benannt wurde. Die nächsten vier Jahre arbeitete Escherich als erster Assistent bei Heinrich Ranke in der Von Haunerschen Kinderklinik in München.

### Professor in Graz und Wien (1890–1911)
Im Jahr 1890 wurde Escherich als außerordentlicher Professor an die Karl-Franzens-Universität Graz berufen, wo er an der k. k. Kinderklinik arbeitete, und wurde 1894 der dritte ordentliche Professor im Fachbereich Kinderheilkunde. Im Jahr 1896 grenzte er  von den Masern die Ringelröteln ab und erklärte sie zur selbstständigen Krankheit.
1902 wechselte er als Professor der Kinderheilkunde nach Wien, wo er das St. Anna Kinderspital leitete und bis zu seinem Tod als Ordinarius für Pädiatrie wirkte. Weiten Kreisen bekannt wurde Escherich 1903, als er den Verein „Säuglingsschutz“ ins Leben rief und eine groß angelegte Kampagne für das Selbststillen startete.
Escherich starb am 15. Februar 1911 an den Folgen eines Schlaganfalls. Er wurde am Hernalser Friedhof in einem ehrenhalber gewidmeten Grab bestattet.
1919 wurde in Wien-Döbling (19. Bezirk) die Escherichgasse nach ihm benannt. In Ansbach ist die Escherichstraße am Klinikum nach ihm benannt.

## Auszeichnungen
- 1894 — Ehrenmitglied der Moskauer Pädiatrischen Gesellschaft
- 1905 — Ehrenmitglied der Amerikanischen Pädiatrischen Gesellschaft
- 1905 — Mitglied der Akademie der Wissenschaften, St. Louis, Missouri
- 1906 — Verleihung des Titels eines k. k. Hofrates
- 1906 — Mitglied der Medizinischen Akademie in Rom
- 1909 — Ehrenmitglied der belgischen Liga de la Protection de la Première Enfance

## Schriften
- Die Darmbakterien des Säuglings und ihre Beziehungen zur Physiologie der Verdauung. 1886 (Digitalisat)
- Diphtherie, Croup, Serumtherapie nach Beobachtungen an der Universitäts-Kinderklinik in Graz. Wien 1895.